# دورونیا
دورونیا (به ایتالیایی: Duronia) یک کومونه در ایتالیا است که در استان کامپوباسو واقع شده‌است.

## خصوصیات
دورونیا ۲۲٫۲ کیلومترمربع مساحت و ۴۷۳ نفر جمعیت دارد.